# Rajaram II.
Rajaram II. oder Ramaraja (* Juni 1726 in Kolhapur, Maharashtra; † 11. Dezember 1777 in Satara, Maharashtra) war von 1749 bis 1777 der nicht unumstrittene Nachfolger Shahus I. (reg. 1707–1749) als Anführer oder „König“ (chhatrapati) des Marathenreiches in Mittelindien. Er „regierte“ von der Stadt Satara aus.

## Leben
Rajaram stammte – wie sein Adoptivvater Shahu I. – aus dem Hause Bhonsle. Nach dem Tod Shahus († 1749) wurde er zur Annahme des Königstitels gedrängt, blieb jedoch eine Marionette in der Hand seiner bereits 74-jährigen angeblichen Großmutter Tara Bai (1675–1761) und des faktisch regierenden Premierministers (peshwa) Balaji Baji Rao († 1761). Als Rao auf einem Feldzug und somit abwesend war, forderte Tara Bai ihren Enkel auf, ihn seines Amtes zu entheben, doch Rajaram weigerte sich und wurde daraufhin am 24. November 1650 von ihr gefangen gesetzt. Knapp zwei Jahre später schlossen alle drei einen Friedensvertrag. Ebenfalls im Jahr 1752 schlossen die Marathen einen Friedensvertrag mit dem Mogulreich unter Shah Jahan; in diesem wurde Balaji Rao als Provinzgouverneur (subahdar) von Ajmer und Agra eingesetzt. Außerdem wurde den Marathen die Eintreibung der Steuern (chauth) in den von ihnen dominierten Gebieten – und selbst in den von den Moguln beherrschten Städten bzw. Regionen Lahore, Multan und Sindh – zugestanden. Das ganze erwies sich jedoch als Falle, da dasselbe auch dem in den wenigen Jahren zuvor empor gekommenen Durrani-Reich versprochen worden war und somit ein Problem der Moguln auf die Marathen verlagert wurde. Auch die Beziehungen zu den Jats verschlechterten sich in dieser Zeit, in der der kränkliche und als geistig verwirrt geltende Rajaram II. zwar Staatsoberhaupt war, faktisch aber von allen Parteien übergangen wurde. 
Rajaram II. starb im Jahr 1777.

## Nachfolge
Rajarams Nachfolger wurde der adoptierte und ebenfalls von den Peshwas in den Hintergrund gedrängte Shahu II. († 1808).